# Zimmer der Angst
Zimmer der Angst ist ein deutscher TV-Thriller aus dem Jahr 2002. Regie führte Florian Richter nach einem Drehbuch von Stefan Rogall. Produzenten waren Timothy Tremper und Thomas Zickler für TTD Checkpoint Berlin/ProSieben. Die Erstausstrahlung erfolgte am 18. April 2002.

## Handlung
Vor zwei Jahren wurde das Leben zweier Männer vollkommen auf den Kopf gestellt. Die Ehefrau des Architekten Daniel Neymann (Benjamin Sadler) wurde entführt. Der vermeintliche Entführer wurde bei einer gescheiterten Lösegeldübergabe durch den Polizisten Körner (Andreas Patton) erschossen.
Dennoch bleibt Franziska verschwunden, während Daniel mit dem Verlust fertigzuwerden versucht.
Der längst abgeschlossene Entführungsfall lässt jedoch Körner nicht los, der auch nach zwei Jahren verbissen nach Franziskas Leiche sucht. Bei der Fernsehübertragung des Rostocker Marathons glaubt Daniel seine Frau gesehen zu haben.
Mit neuer Hoffnung reist er nach Rostock und kommt bei seinem Ex-Studienkollegen Reinhard unter. Beide kommen einem Russen auf die Spur, wodurch sie sich ahnungslos in Gefahr begeben.

## Kritik
„[…] Geht bis zum Finale unter die Haut. Trotz kleiner Unstimmigkeiten hält die dramatisch sorgfältig aufgebaute Story bis zum überraschenden Schluss in Atem. Auch dank der Bravourleistung von Benjamin Sadler als verzweifeltem Ehemann und dem zwischen Schuld und Ehrgeiz agiernden ‚Polizisten‘“